# آناستاسیو ریس
آناستاسیو ریس (اسپانیایی: Anastacio Reyes‎؛ زادهٔ ۱۹ نوامبر ۱۹۴۹) بازیکن بسکتبال اهل مکزیک بود. وی در بازی‌های المپیک تابستانی ۱۹۷۶ شرکت کرده‌است.